# Constantino Méndez
Pour les articles homonymes, voir Méndez.
Constantino Méndez Martínez ([kõnstãn̪ˈtino ˈmɛ̃n̪dɛð maɾˈtĩneθ]), né le 25 octobre 1950 à Pontecesures (province de Pontevedra) et mort le 13 août 2023 à Madrid, est un homme politique espagnol, membre du Parti socialiste ouvrier espagnol (PSOE).

## Haut fonctionnaire de la Sécurité sociale
Constantino Méndez Martínez naît le 25 octobre 1950 à Pontecesures, dans la province de Pontevedra. Il est titulaire d'une licence en droit de l'université de Saint-Jacques-de-Compostelle. Il passe avec succès le concours de technicien de l'Institut social de la Marine en 1974.
Après avoir exercé plusieurs responsabilités au niveau provincial, il est nommé directeur général de l'Institut social de la Marine en février 1983. Il passe le 26 juin 1987 au poste de directeur général de l'Institut national de la Sécurité sociale (INSS).

## Député et secrétaire d'État
Élu député au Congrès des députés dans la circonscription de Pontevedra au cours des élections générales anticipées du 6 juin 1993, Constantino Méndez appartient alors au courant social-démocrate du Parti des socialistes de Galice-PSOE (PSdeG-PSOE) et s'oppose en cela au maire de La Corogne, Francisco Vázquez. Il intègre en mars 1994 le groupe de travail de la commission du Budget sur la réforme de la Sécurité sociale.
Le 2 juillet, le ministre des Administrations publiques, Jerónimo Saavedra, le nomme secrétaire d'État à l'Administration publique. Il remplace ainsi de manière inattendue Justo Zambrana, avec pour mission de mener à bien la réforme des services publics, sujet en souffrance depuis l'arrivée des socialistes au pouvoir, 12 ans plus tôt. Il est relevé de son poste le 8 juillet 1995 au profit d'Eugenio Burriel (ca), après que Joan Lerma a succédé à Saavedra.

## Délégué du gouvernement à Madrid
Constantino Méndez reste alors éloigné de la vie politique, tout en militant au sein de la Fédération socialiste madrilène-PSOE (FSM-PSOE). Le 22 avril 2004, le nouveau gouvernement socialiste de José Luis Rodríguez Zapatero le nomme délégué du gouvernement dans la communauté de Madrid. En concurrence avec l'ancien maire de la capitale, Juan Barranco, et l'ancien maire de Fuenlabrada, José Quintana, il profite du fait de présenter un profil plus technique que politique.
Après qu'il a déclaré douter que la présidente de la communauté de Madrid, Esperanza Aguirre, puisse « exposer trois idées à la fois, [puisque] compter trois sujets dans sa tête au même moment, c'est difficile dans son cas », le Parti populaire dépose une résolution à l'Assemblée de Madrid demandant sa réprobation. Le texte est adopté le 17 mars 2006 par 56 voix pour et 52 contre, le Parti socialiste et Izquierda Unida s'y étant opposés après avoir abandonné le débat.
Il démissionne moins de deux mois plus tard, le 8 mai, après que l'audience provinciale de Madrid a condamné trois policiers pour « détention illégale, faux en écriture publique et voie de fait ». Les trois agents avaient arrêté deux militants du Parti populaire à la suite de l'agression du ministre de la Défense, José Bono, au cours d'une manifestation à Madrid en janvier 2005. Affirmant ne partager en rien la sentence du tribunal, le délégué du gouvernement explique laisser son poste par responsabilité, et non parce qu'il avait donné des instructions aux agents de la force publique. La totalité des peines prononcées ainsi que les condamnations seront annulées un an plus tard, par le Tribunal suprême.
Le 8 juin 2007, il est désigné vice-président de la direction provisoire (Comisión Gestora) du Parti socialiste de Madrid-PSOE, sous l'autorité de Cristina Narbona. Il est relevé de ses fonctions le 28 juillet, avec l'élection d'une nouvelle commission exécutive par un congrès extraordinaire.

## Spécialiste des questions de défense
Constantino Méndez est rappelé au sein de l'administration publique le 15 avril 2008, quand la nouvelle ministre de la Défense, Carme Chacón, en fait son secrétaire d'État à la Défense, en remplacement de Soledad López (es). Il quitte la vie politique à la fin de son mandat, le 31 décembre 2011.
Lors de la formation du premier gouvernement de Pedro Sánchez en juin 2018, le nom de Constantino Méndez — désormais consultant en systèmes de défense et sécurité et membre du conseil consultatif de l'entreprise Argos d'expertise-conseil stratégique pour les projets et solutions techniques de défense — est évoqué publiquement comme ministre de la Défense. Le poste revient finalement à la porte-parole parlementaire Margarita Robles.

## Famille
Sa fille, Xiana Méndez, est nommée secrétaire d'État au Commerce en 2018.
Constantino Méndez meurt le 13 août 2023 à Madrid des suites d'une maladie.

## Note
1. ↑  Prononciation en espagnol d'Espagne retranscrite selon la norme API.